# Al·legoria de les culleres llargues
L'al·legoria de les culleres llargues és una paràbola que mostra la diferència entre el cel i l'infern per mitjà de persones obligades a menjar amb culleres llargues. S'atribueix al rabí Haim de Romshishok, així com a altres fonts.

## Al·legoria
L'al·legoria es pot resumir de la següent manera:
| « | (anglès) In each location, the inhabitants are given access to food, but the utensils are too unwieldy to serve oneself with. In hell, the people cannot cooperate, and consequently starve. In heaven, the diners feed one another across the table and are sated. | (català) A cada lloc, els habitants tenen accés a menjar, però els estris són massa difícils de manejar per servir-se. A l'infern, la gent no pot cooperar i, en conseqüència, mor de gana. Al cel, els comensals s'alimenten mútuament a través de la taula i estan satisfets. | » |

La història pot animar la gent a ser amable entre elles. Hi ha diverses interpretacions de la faula inclòs el seu ús en sermons i en consells a persones solitàries.

## Relat

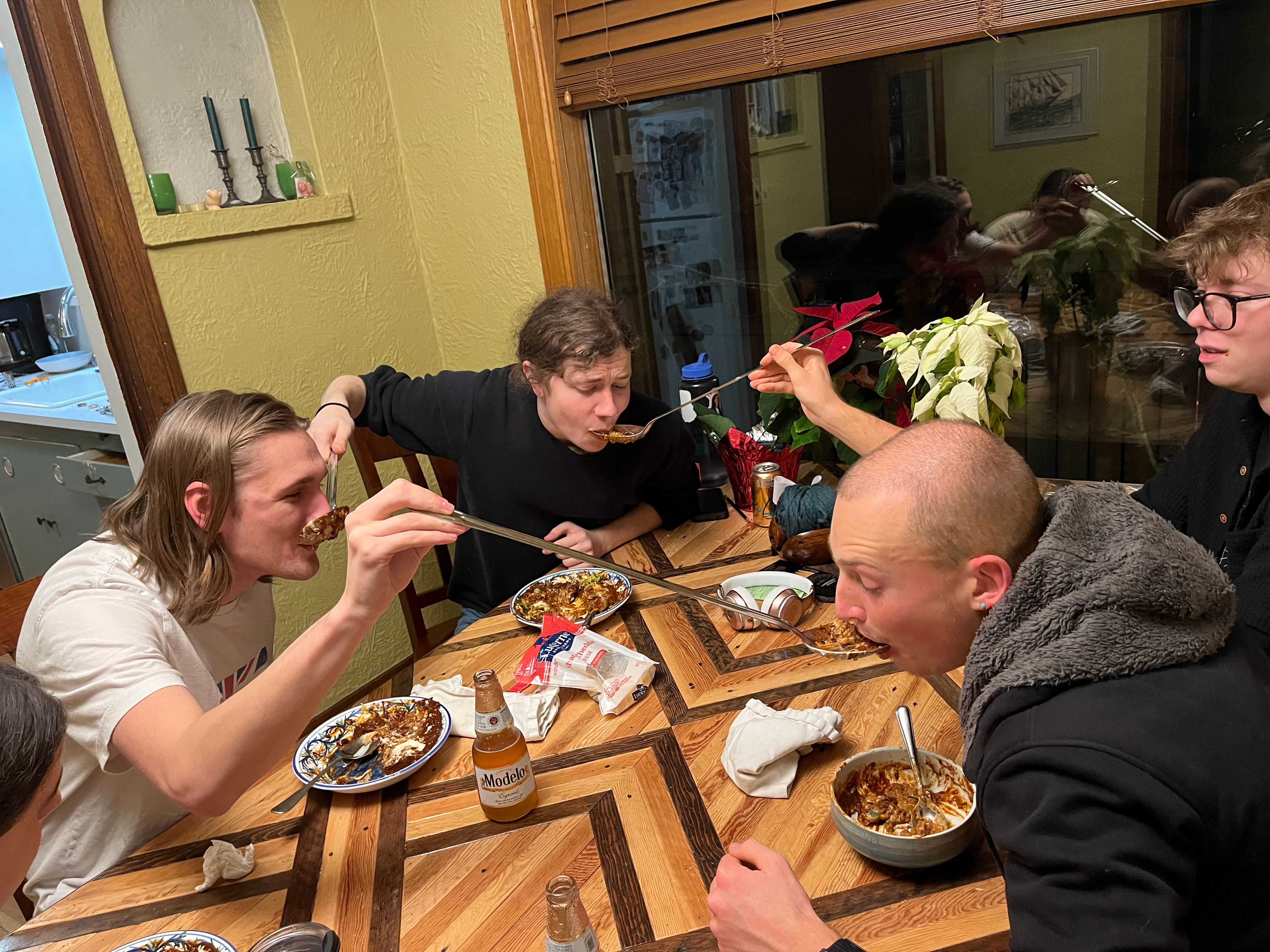
Quatre joves representen l'al·legoria

En diverses fonts s'explica el relat que el rabí Haim de Romshishok, un predicador que viatjava de poble en poble fent sermons sobre com els humans havien de tractar-se els uns als altres, una vegada va pujar als firmaments. Primer va anar a veure l'infern i la vista va ser horrible, amb files i files de taules que estaven carregades de plats de menjar sumptuós, però la gent asseguda al voltant de les taules estava pàl·lida i demacrada, gemegant de fam. A mesura que s'hi va acostar, va entendre la seva situació. Cada persona sostenia una cullera plena, però ambdós braços estaven en cabestrell amb llistons de fusta perquè no poguessin doblegar cap colze per portar-se el menjar a la boca. Llavors al rabí se li va trencar el cor escoltar els gemecs torturats d'aquella pobra gent mentre tenien el menjar tan a prop, però no podien consumir-lo.
Després Haim va anar a visitar el cel. Allà el va sorprendre veure el mateix escenari que havia presenciat a l'infern, files i files de taules llargues carregades de menjar. Però a diferència de l'infern, la gent d'allí al cel estava asseguda contenta parlant entre elles, òbviament saciada del seu sumptuós àpat. A mesura que s'hi acostava, el sorprenia descobrir que allí també cada persona tenia els braços en cabestrell sobre llistons de fusta que li impedien doblegar els colzes. Així mentre mirava, un home va agafar la seva cullera i la va dirigir al plat davant seu. Llavors es va estirar sobre la taula i va donar a menjar a la persona davant d'ell. I el destinatari d'aquesta amabilitat li va agrair i li va tornar el favor inclinant-se sobre la taula per alimentar el seu benefactor.
De sobte Haim vaig entendre, el cel i l'infern ofereixen les mateixes circumstàncies i condicions. La diferència crítica està en la manera com les persones es tracten mútuament. Així que va tornar corrents a l'infern per compartir aquesta solució amb les pobres ànimes atrapades allà. Va xiuxiuejar a l'orella d'un home famós: "No cal que passis fam. Fes servir la teva cullera per alimentar el teu veí, i segur que et retornarà el favor i t'alimentarà". Al que l'home enfadat li respongué: "Esperes que doni a menjar a l'home detestable assegut davant meu a la taula? Prefereixo morir de fam que donar-li el plaer de menjar!".
En algunes versions és Déu qui acompanya a la visió del cel i de l'infern i no són fileres de taules sinó grans olles, una al cel i l'altra a l'infern.

## Interpretació
La història suggereix que la gent té l'oportunitat d'utilitzar el que se'ls dóna (les culleres llargues d'aquesta al·legoria) per ajudar-se a nodrir-se mútuament, però el problema, com assenyala Haim, rau en com es tracten les persones.
Tenint en compte les mateixes condicions de joc, un grup de persones que es tracten bé crearà un entorn agradable, mentre que un altre grup de persones, amb exactament les mateixes eines per treballar, pot crear condicions desagradables simplement per com es tracten. L'escriptor Dawn Eden suggereix que aquesta és una veritat senzilla que pot ser oblidada fàcilment per persones soles que no poden veure clarament la seva situació. Argumenta que aquestes situacions es poden millorar si s'apropen als altres.

## Variacions
L'al·legoria de les culleres llargues ha passat a formar part del folklore de diverses cultures, per exemple la jueva, la hindú, la budista, l'"oriental" (Orient Mitjà) i la cristiana. A l'Europa medieval, el menjar de la història és un bol de guisat; a la Xina, és un bol d'arròs que es menja amb bastonets llargs.
En algunes versions de la història, els comensals fan servir coberteria normal, però no poden doblegar els braços, amb una història atribuïda al rabí Haim de Romshishok que descriu com "els dos braços estaven en cabestrell amb llistons de fusta perquè no poguesin doblegar cap colze ni portar-se el menjar a la mateixa boca".

## Art i cultura popular
Tot i que la paràbola en si mateixa rarament es representa a l'art, és ben coneguda i utilitzada en els sermons quan es refereix a l'infern, on la moda de representar l'infern en termes terribles, dolorosos i horripilants s'esvaeix en els últims temps.
Una escena del thriller de 2013 The East fa comparacions fortes amb l'al·legoria quan la protagonista Sarah és representada com a egoista per haver-se oblidat d'alimentar el seu menjador adjacent mentre portava una camisa de força. També s'ha comparat l'argument de la pel·lícula El hoyo de l'any 2019 amb l'al·legoria.
Càritas va fer un breu vídeo d'animació a partir d'aquesta al·legoria per a la seva campanya "Una família humana, menjar per a tots".